# LG Display
LG Display — компанія, що входить до складу південнокорейського конгломерату LG Group. Є одним зі світових лідерів з виробництву плоскопанельних рідкокристалічних (TFT-LCD) дисплеїв, використовуваних при виробництві мобільних телефонів, електронних книг, комп'ютерної техніки та техніки для домашніх розваг.
Станом на серпень 2011 року LG Display (26,4 % світового ринку) разом з Samsung Electronics (27,6 %) займали 54 % світового ринку LCD панелей.
У компанії LG Display працює 23 тисячі співробітників, представництва компанії є в 10 країнах світу, включаючи 7 фабрик і 5 складальних цехів в Кореї, Китаї та Польщі.
РК панелі виробництва LG Display використовуються в тому числі і в iPad і Kindle.

## Історія[5]
- 1985 р. — заснована компанія Geumsung Software.
- 1987 р. — у центрі розробок Geumsung розпочато роботу над LCD-TFT дисплеями.
- 1995 р. — запущена перша фабрика для масового виробництва LCD панелей (Gumi LCD Factory 1).
- 1997 р. — назву компанії змінено на LG Soft Co., Ltd.
- 1998 р. — компанія купує TFT-LCD активи компаній LG Electronics і LG Semiconductors.
- 1999 р. — оберт компанії досягає 100 мільйонів доларів у місяць. Компанія вибирає дисплеї у якості основной спеціалізації.
- 2001 р. — LG станє першою у світі компанією, яка продала 4 млн 15,1" дисплеїв. Третій рік підряд лідирує на ринку LCD моніторів.
- 2002 р. — першою у світі застосовує люмінісцентні лампи EEFL для підсвітки. Запущена четверта фабрика (Gumi LCD Factory 4). Вперше в історії галузі обсяг виробництва перевищує 1 мільйон панелей у місяць. Число вироблених компанією LCD панелей перевищило 11 мільйонів екземплярів (вперше у світі). Компанія першою у світі випускає 42" HDTV дисплей і 20,1" LTPS QUXG.A дисплей. Перше у світі місце серед виробників великих LCD TFT дисплеев. Першою у мирі випустила 52" HDTV дисплей.
- 2003 р. — компанія стає світовим лідером у виробництві LCD дисплеїв. Запущені нові виробництва — Gumi LCD Factory 5 і Nanjing Module Factory (Китай). Займає 1-ше місце у світі серед виробників LCD панелей для телевізорів. Першою у світі випускає 55" HDTV LCD дисплей.
- 2004 р. — спільно з Heesung Precision Ltd. розробляє першу у світі плазмову LGP панель. Першою з корейський компаній була размещена на біржах Кореї і США. Запущена Gumi LCD Factory 6. Обсяг виробництва великих LCD панелей перевищив 3 млн шт. у місяць.
- 2005 р. — випускає перший у світі LCD з підтримкою 68,7 мільярдів кольорів. Перший у світі LED з діагоналлю 47". Обсяг продукції перевищує 100 мільйонів одиниць. Обсяги виробництва: понад 10 мільйонів малих і середніх LCD панелей у квартал, 4 мільйона великих LCD панелей у місяць.
- 2006 р. — вперше у світі представлена сама велика — 100" панель, яка була занесена у книгу рекордів Гіннеса. Найкраща компанія індустрії за версією BCS Management Control. Укладена стратегічна угода про партнерство з Toshiba (Японія).
- 2007 р. — LG — найкраща партнерська компанія Dell. LG першої у світі розробила кольоровий гнучкий e-папір розміром 14,1" і 4" полноколірний AMOLED дисплей. Випущений дисплей для ультратонкого телевізора — 42", товщина 19,8 мм. LG першою в індустрії пройшла HPSM сертифікацію.[6]
- 2008 р. — розроблений кольоровий гнучкий е-папір формату А4, з самою високою у світі роздільною здатністю. 52" мультитач-дисплей визнаний одним з кращих продуктів на виставці CES 2008. Компанія змінила назву на LG Display. Укладена угода про патенти на OLED з Kodak. Розроблена нова технологія друку TFT, що не має аналогів у світі. Зроблені інвестиції у виробників LCD компонентів — Avaco і TLI. Запущене масове виробництво LCD панелей для ноутбуків — RGB LED BLU і для ноутбуків, оснащених системою захисту особистих даних. LG стає найкращим партнером Panasonic (Японія). Розроблена 14,1" панель для ПК на сонячний батареях. LG першої у світі випускає панелі TruMotion 480 Гц для LCD телевізорів. Розроблене Digital Photo TV.
- 2009 р. — розроблені найтонші у світі дисплеї з діагоналлю 42" і 47". Розроблена 3D-панель для дисплеїв 23". Виробництво великий панелей сягнуло позначки 10 мільйонів одиниць в місяць. Укладені стратегічні партнерські угоди з Cree (США), Idemitsu (Японія) і HYDIS. Компанія виробляє понад 4 мільйони комплектів для ноутбуків і понад 4 мільйони панелей для LED дисплеїв щомісяця. Розроблена Solar E-Book з живленням від сонячний батарей. Найбільший операційний прибуток за історію компанії. Випущений перший у світі 23" 3D Full HD LCD монітор з окулярами активного типу.[7] Розроблена LCD панель для найтоншого у світі телевізора, товщиною 2,6 мм.
- 2010 р. — оголошене про появу гнучкого е-паперу газетного формату.[8] Отримано сертифікат Microsoft на виробництво тачскрін-панелей для ноутбуків. Розроблений перший у світі рідкокристалічний дисплей для використання у громадських місцях, який витримує температуру до 100 градусів Цельсія. Анонсовано випуск панелі для використання у громадських місцях з самою вузькою у світі рамкою. Розпочато співробітництво з компанією Iriver. Розпочато випуск панелей для моніторів з частотою оновлення еквівалентною 240 Гц. Представлені 3D-панелі на основі технології FPR.[9][10]
- 2011 р. — монітор Blade отримує нагороду iF Product Design. LG отримує нагороду за розвиток ринку тривимірного ТБ у Китаї. Створена найбільша у світі OLED панель диагоналлю 55".[11]

## Фінансові показники
У четвертому кварталі 2013 року операційний прибуток компанії склав 257 млрд вон (241 млн доларів).
В першому кварталі 2014 року операційний прибуток компанії склав 54,2 млрд вон проти 151,2 млрд вон рік тому (-37,7 %).
У третьому кварталі 2014 року операційний прибуток компанії склав 474 млрд вон (449 млн доларів).

## Продукти
- LCD-телевізори. LG Display є лідером з виробництва TFT-LCD модулів для телевізорів і дисплеїв, oj оптимізовані для цифрового мовлення Full HD. Особливою популярністю користується технологія TruMotion 240 Гц, яка дозволяє подолати ряд обмежень LCD технології у роботі з відео. Крім цього напряму, LG виробляє дисплеї і панелі для використання в громадських місцях — для рекламних щитів, кінотеатрів і т. ін.
- Монітори. LG представляє лінійку моніторів з діагоналлю від 18 до 30 дюймів і роздільною здатністю від HD до WQXGA+.
- Панелі для ноутбуків. Спеціально розроблені для використання в ноутбуках полегшені TFT-LCD панелі зі зниженим енергоспоживанням. Аналогічні панелі, з меншою діагоналлю, використовуються в смартбуках.
- Дисплеї для смартфонів і мобільних телефонів. Спеціальні розробки LG для мобільних пристроїв включають в себе ультратонкі рідкокристалічні панелі, а також e-папір з пониженим енергоспоживанням. Крім смартфонів і мобільних телефонів, ці панелі застосовуються для навігаційних пристроїв, медичної апаратури і в промисловості.
- AMOLED-панелі для мобільних пристроїв і ноутбуків заплановані для масового виробництва в найближчому майбутньому.
- Електронний папір. LG Display активно займається розробками в цій галузі.
- FPR — лінійка 3D-панелей для виробництва телевізорів і ноутбуків на базі розробленої LG технології FPR.

## Партнерство з Apple
Компанія LG Display має давні партнерські зв'язки з компанією Apple. LG випускає дисплеї як для портативних ноутбуків MacBook Pro, так і для мобільних пристроїв. Однак для iPad 3, дисплеї випускав інший корейський виробник, що може бути пов'язано з проблемами екранів на iPad 2.
Згідно з офіційними даними компанії, LG Display стане виробником дисплеїв для iWatch.

## Технологія IPS
Однією з основних технологій, що використовуються компанією LG Display, є технологія IPS (In-Plane Switching).
Свою назву вона отримала завдяки тому, що всі кристали в комірках IPS-панелі розташовуються в одній площині, яка є паралельною площині панелі (не рахуючи незначних відхилень електродами). Таке розташування кристалів дозволило вирішити ключові проблеми РК-моніторів перших поколінь: вузький кут огляду і низька якість передачі кольору. Обидва ці недоліки були пов'язані з тим, що кут повороту молекул РК в комірках панелі був неоднаковим, велика частина їх розташовувалася не перпендикулярно фільтру, а під невеликим кутом, створюючи світлові пучки різної інтенсивності і погану передачу чорного кольору.
Всі кристали IPS матриці завжди розташовані паралельно площині панелі і (на відміну від TN матриць) повертаються узгоджено на певний кут, який задається прикладеною напругою. Для цього на нижній стороні кожної комірки розташовано по два електрода. Кут повороту рідкокристалічних молекул визначає фазу світлової хвилі на виході і, відповідно, колір пікселя. Можливість більш чітко задавати кут повороту кристалів дозволяє істотно поліпшити передачу кольору, а висока світлопроникність — підвищити контрастність зображення.

### Історія розвитку технології
- 1996 р. — технологія розроблена компанією Hitachi. Недоліком нової технології стала знижена швидкість реакції матриці (що було помітно навіть під час прокрутки тексту) — час відгуку 50 мс, і низька контрастність (на темних ділянках була помітна засвітка).
- 1998 р. — розроблені матриці S-IPS (Super IPS), з поліпшеним часом відгуку.
- 2001 р. — основні виробники панелей, заснованих на технології Hitachi Super-IPS — Hitachi, LG Display і NEC (у NEC ця технологія називається інакше — Super Fine TFT).
- 2002 р. — з'явилися матриці AS-IPS (Advanced Super-IPS) з підвищеною контрастністю.
- 2008 р. — технологія H-IPS (Horisontal IPS), що дозволяє зробити екран більш контрастним і візуально однорідним. LG Display доповнює свої IPS панелі технологією Advanced True Wide Polarizer, на основі поляризаційної плівки NEC, що дозволяє додатково збільшити кут огляду і знизити засвічення при великих кутах огляду.
- 2009 р. — технологія E-IPS (Enhanced IPS) від LG Display, зі збільшеною світлопроникністю РК плівки (дозволяє використовувати лампи з низьким енергоспоживанням, менших габаритів і меншої вартості). Час відгуку зменшено до 5 мс.
- 2010 р. — P-IPS (Professional IPS). LG випускає панелі, що передають 1,07 млрд кольорів (30-бітова глибина кольору), з покращеною глибиною кольору (LG True Color). Hitachi передає свою технологію фірмі Panasonic.

### Продукти на основі технології
Технологія IPS, використовується для створення РК-матриць для моніторів і телевізійних панелей останнього покоління. Її основним завданням було поліпшити передачу кольору і збільшити кути огляду. Обидва завдання були успішно вирішені.
Зараз матриці, виготовлені за технологією IPS, єдині серед РК-моніторів передають глибину кольору RGB за професійною шкалою — 30 біт, по 10 біт або 1024 градацій на канал.
Довгий час, через високу вартість виробництва, IPS-панелі використовувалися тільки при виробництві професійних моніторів високого класу, призначених для завдань, в яких передача кольору є особливо важливою.
Перший крок з виводу IPS технології на масовий ринок зробила компанія LG. У 2011 році з'явилася лінійка моніторів IPS6, що стала першою лінійкою недорогих Е-IPS моніторів від LG. Вона була представлена на виставці CES 2011, у січні 2011 року.
Лінійка представлена трьома моделями:
- LG IPS206T — E-IPS монітор з діагоналлю 20“
- LG IPS226V — E-IPS монітор з діагоналлю 21,5»
- LG IPS236V — E-IPS монітор з діагоналлю 23"

Монітори даної серії відрізняються поліпшеною передачею кольору і збільшеним кутом огляду, а також зниженим енергоспоживанням, завдяки використанню світлодіодного підсвічування.
На CES 2012 LG представила продукти на основі IPS технології з цілого ряду напрямків: телевізори, монітори, моноблоки і ультрабуки. Технологія IPS використовується, як в традиційних 2D панелях, так і в 3D, для яких особливо важливий кут огляду.
Нова лінійка IPS-моніторів IPS5, від LG, була представлена наступними моделями:
- LG IPS225T — монітор діагоналлю 21,5"
- LG IPS235T — монітор діагоналлю 23"

Основним акцентом нових IPS-моніторів стала якість передачі кольору, тому вони проходять додаткове заводське калібрування. Для зручності роботи з додатковими екранами, всі монітори цієї серії оснащені пакетом Dual Package, який робить роботу з двома моніторами більш зручною.